# Athénaiosz (hadtudományi író)
Athénaiosz (2. század) görög író
Életéről semmit sem tudunk. Egyetlen fennmaradt munkájában („Peri mekanematón”) az ostromgépek készítését és használati módját írta le. A művet egy bizonyos Marcellusnak ajánlotta, aki nem lehet azonos a Szürakuszait elfoglaló Marcellusszal.
Kivonatokból töredékei is ismertek, amelyekben sokszor Bérósszoszra hivatkozik. Valószínűleg Rodoszi Poszeidóniosz munkáján keresztül ismerte Bérósszosz Khaldaika című művét.